# Аліка
Аліка (д/н — бл. 324) — вождь тревінгів (вестготів) у 1-й половині IV століття.

## Життєпис
Вважається, що належав до роду Балтів. Про діяльність Аліки замало відомостей.
У 310-320-х здійснював походи проти Римської імперії, водночас вів війни проти остготів та сарматів.
У 322 уклав союз з імператором Ліцинієм.
У 324 на чолі потужного війська брав участь у вирішальній битві при Хризополі, де імператор Костянтин I переміг Ліцинія. Ймовірно Аліка загинув у битві. Владу над тревінгами успадкував син або брат Аріаріх.